# Oritoniscus despaxi
Oritoniscus despaxi är en kräftdjursart som beskrevs av Albert Vandel 1924. Oritoniscus despaxi ingår i släktet Oritoniscus och familjen Trichoniscidae. Inga underarter finns listade i Catalogue of Life.